# Australia and New Zealand Banking Group
Australia and New Zealand Banking Group Limited (ANZ) è una multinazionale di servizi bancari e finanziari con sede a Melbourne, Victoria, Australia. È la seconda banca più grande dell'Australia per asset e la quarta banca più grande per capitalizzazione di mercato.
La sua attuale entità societaria è stata fondata il 1º ottobre 1970, quando la Australia and New Zealand Bank (ANZ) si è fusa con la English, Scottish & Australian Bank (ES&A). All'epoca fu la più grande fusione bancaria nella storia australiana. L'Australia and New Zealand Bank era stata fondata a sua volta nel 1951 in seguito alla fusione della Bank of Australasia e della Union Bank of Australia, fondate rispettivamente nel 1835 e nel 1837.
Le operazioni australiane costituiscono la maggior parte delle attività di ANZ, dominate dalle banche commerciali e al dettaglio. ANZ è anche la banca più grande della Nuova Zelanda, dove l'entità legale divenne nota come ANZ National Bank nel 2003 e cambiò in ANZ Bank New Zealand nel 2012. Dal 2003 al 2012, ha gestito due marchi in Nuova Zelanda, ANZ e National Bank della Nuova Zelanda. Il marchio della Banca nazionale è stato ritirato nel 2012, con la chiusura di numerose filiali e la conversione di altre in filiali ANZ. Oltre alle operazioni in tutta l'Australia e la Nuova Zelanda, ANZ opera anche in altri 34 paesi. ANZ serve oltre nove milioni di clienti in tutto il mondo.

## Storia

### 19º secolo

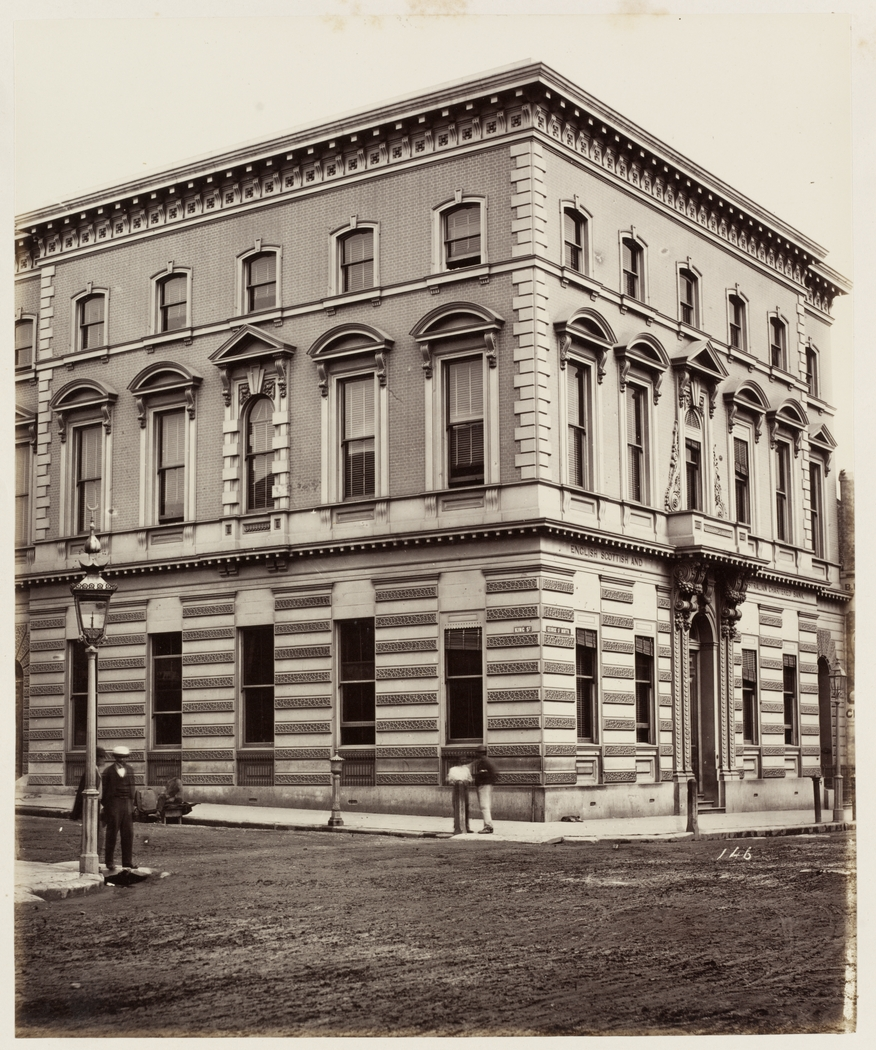
Filiale bancaria inglese, scozzese e australiana a Sydney, Nuovo Galles del Sud nel 1872

La Bank of Australasia fu fondata a Londra nel 1835. La sua prima filiale fu aperta a Sydney il 14 dicembre 1835. Si unì alla Cornwall Bank, fondata a Launceston, Van Diemens Land nel 1828. Nel 1837, la Union La Bank of Australia è stata fondata a Londra da un gruppo di persone tra cui il banchiere George Fife Angas. La English, Scottish & Australian Bank (ES&A) fu fondata a Londra nel 1852 e aprì la sua prima filiale australiana a Sydney nel 1853. La banca ES&A rilevò la Commercial Bank of Tasmania e la London Bank of Australia nel 1921 e la Royal Bank of Australia nel 1927.

### 20º secolo

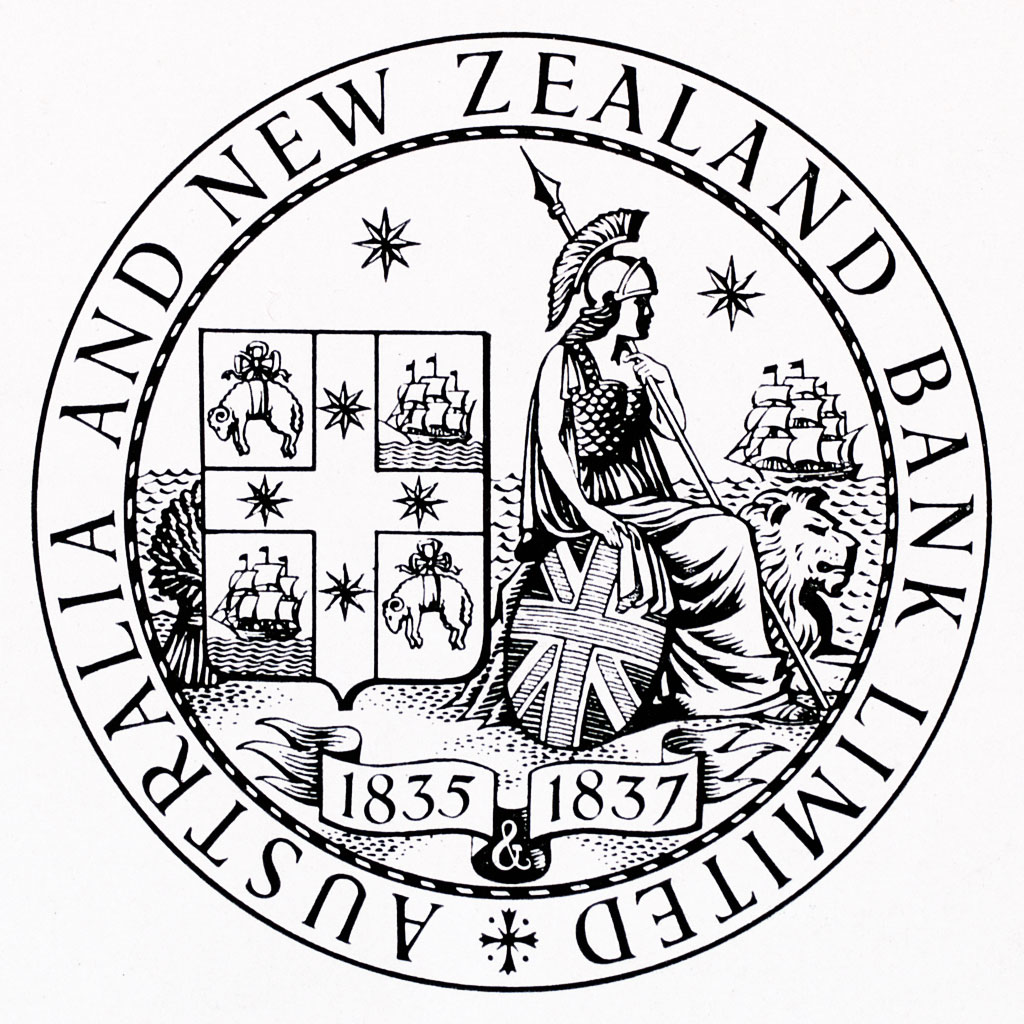
Sigillo dell'Australia e New Zealand Bank Limited

Nel 1951 la Bank of Australasia si fuse con la Union Bank of Australia per formare l'Australia and New Zealand Bank (ANZ Bank). Nel 1963, i primi sistemi informatici furono introdotti nel nuovo centro di elaborazione dati a Melbourne, in Australia. Nel 1966 ANZ iniziò ad operare a Honiara, nelle Isole Salomone. Nel 1968 ANZ aprì un ufficio a New York, negli Stati Uniti. Nel 1969 ANZ aprì un ufficio di rappresentanza a Tokyo, in Giappone.
Il 1º ottobre 1970, ANZ si fuse con la English, Scottish & Australian Bank per formare l'attuale organizzazione, Australia & New Zealand Banking Group. Nello stesso anno, la banca iniziò ad operare a Vanuatu. Nel 1976 è stata fondata ANZ (PNG). Nel 1977 ANZ trasferì la sua sede legale dal Regno Unito all'Australia. Nel 1979 ANZ acquisì la Banca di Adelaide.
Nel 1980 gli uffici di rappresentanza di Singapore e New York furono promossi allo status di filiale. Nel 1984 ANZ acquistò la Grindlays Bank. Nel 1985 ANZ ha rilevato le attività di Barclays nelle Fiji e Vanuatu. Nello stesso anno, la banca ricevette una licenza bancaria commerciale completa e aprì una filiale a Francoforte, in Germania. Nel 1988 ANZ ha aperto filiali a Rarotonga, Isole Cook e Parigi, Francia. Nel 1989 ANZ ha acquistato PostBank dal governo neozelandese.
Durante gli anni '90, il gruppo bancario Australia e Nuova Zelanda ha acquisito diverse banche. Nel 1990, ciò includeva la National Mutual Royal Bank a marzo e la Town and Country Building Society nell'Australia occidentale a luglio. Nello stesso anno, ANZ acquistò le operazioni della Lloyd Bank in Papua Nuova Guinea e le operazioni della Bank of New Zealand nelle Fiji.
Nel 1993 ANZ ha stabilito una nuova sede a Melbourne, in Australia. Sono state anche aperte nuove filiali ad Hanoi, Vietnam, e Shanghai, Cina, ed è stata avviata una joint venture con PT Panin Bank in Indonesia. Quell'anno la banca iniziò ad operare anche a Tonga e vendette le attività canadesi acquisite tramite l'acquisto della Grindlays Bank nel 1984 alla HSBC Bank Canada.
Per tutta la fine degli anni '90, ANZ ha aperto nuove filiali in diverse località, tra cui Manila, Filippine, e Ho Chi Minh City, Vietnam. Nel 1997 John McFarlane fu nominato amministratore delegato e la banca aprì la sua filiale a Pechino. Nel 1999 ANZ ha formato un'alleanza strategica con E*Trade Australia per il trading azionario online e ha acquistato l'Amerika Samoa Bank.

### 21º secolo
Nel 2000 ANZ ha venduto le sue attività di Grindlays nel Medio Oriente e nell'Asia meridionale e ha associato l'attività di Grindlays Private Banking a Standard Chartered. Nel 2001 ANZ ha aperto filiali a Timor Est e ha iniziato a offrire servizi di carte di credito a Hong Kong. Nel 2002 ANZ ha formato una joint venture con ING Group per la gestione patrimoniale e le attività di assicurazione sulla vita in Australia e Nuova Zelanda. L'anno successivo, ANZ acquisì la Banca nazionale della Nuova Zelanda.

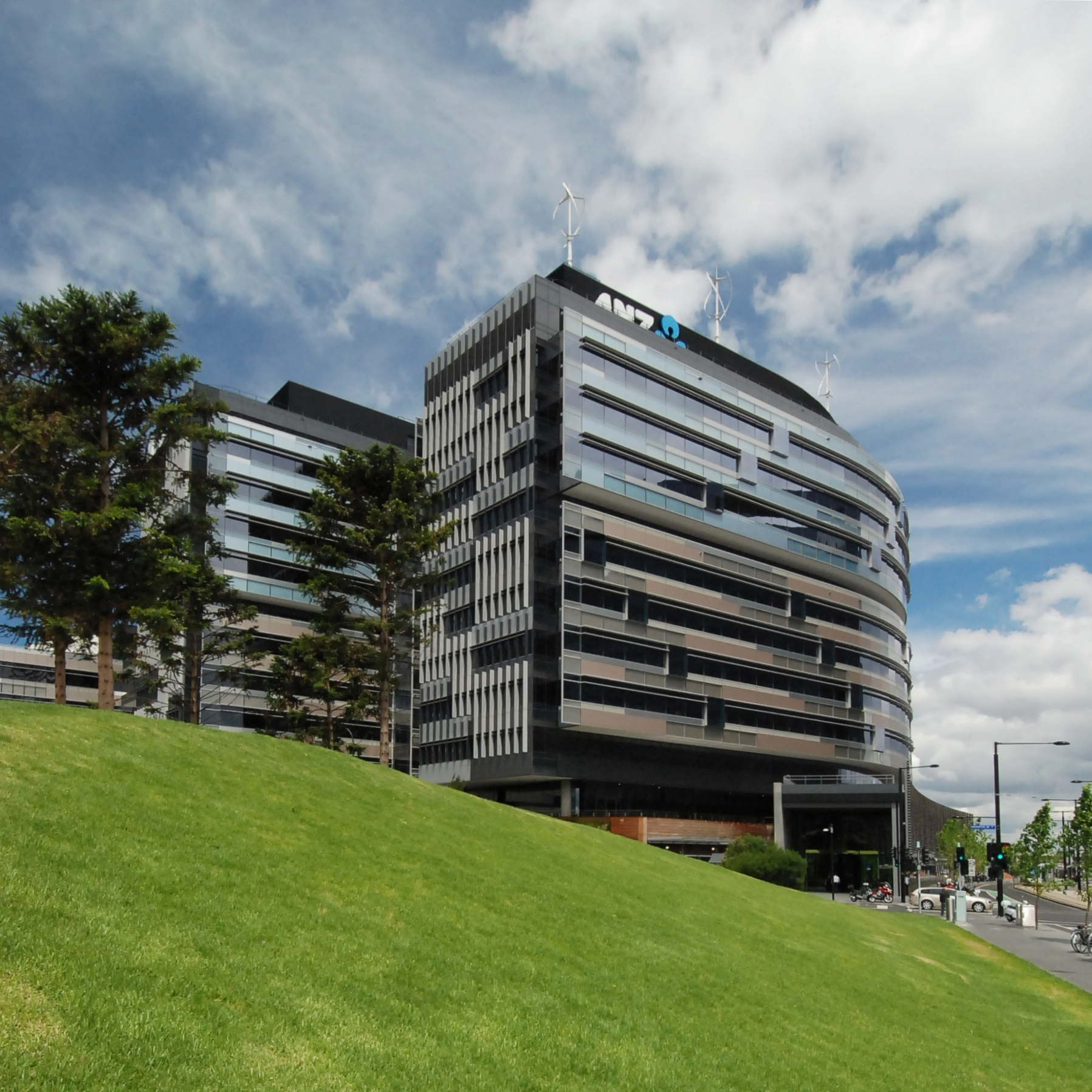
L'edificio principale della banca a Melbourne

Nel 2005 ANZ ha fondato la ANZ Royal Bank in Cambogia, una joint venture con la società Royal Group con sede in Cambogia. Nel 2006 ANZ annunciò una nuova sede mondiale nei Docklands di Melbourne e investì nella Banca di Tianjin, in Cina. Nel 2007 ANZ ha acquisito E*Trade Australia e Citizen Securities Bank a Guam. Sempre nel 2007, Mike Smith, ex HSBC, divenne amministratore delegato dopo il ritiro di John McFarlane nell'ottobre e la società assunse la sponsorizzazione dei diritti di denominazione per lo Stadium Australia di Sydney.
Nell'agosto 2009, ANZ ha rilevato le operazioni della Royal Bank of Scotland (RBS) in sei paesi asiatici per 550 milioni di dollari. A settembre la società ha annunciato che avrebbe rilevato la partecipazione del 51% di ING Group nella joint venture, conferendo ad ANZ il controllo del 100% di ING Australia. A novembre, ANZ ha aperto la sua nuova sede a Melbourne.
Nel 2010 ANZ ha acquisito gli interessi di RBS a Hong Kong, Taiwan, Singapore e Indonesia. Quell'anno ANZ ampliò anche la sua partecipazione nella Banca di Tianjin. Nel mese di novembre, ING Australia venne ribattezzata OnePath.
Nel 2012 ANZ ha annunciato il ritiro del marchio della Banca nazionale in Nuova Zelanda. Nel 2013 ANZ è diventata la prima banca a riaprire nel CBD di Christchurch dopo i terremoti del 2011. Nel 2016 Shayne Elliott è diventato CEO. Ad aprile ANZ ha collaborato con Apple per portare Apple Pay ai propri clienti. Nel 2017, ANZ ha acquisito REALas start-up di previsione dei prezzi immobiliari.
Nel 2018 la Royal Commission on Misconduct in the Banking, Superannuation and Financial Services Industry ha appreso che ANZ non era riuscita a verificare accuratamente le spese di soggiorno dei clienti di mutui per la casa indirizzati alla banca dagli intermediari ipotecari, ritenendo che questa fosse responsabilità degli intermediari, nonostante un conflitto di interessi nel farlo; e che, a causa di problemi di elaborazione, aveva addebitato a quasi 500.000 clienti di mutui per la casa un tasso di interesse errato per più di dieci anni, portando la banca a sovraccaricare i clienti di circa 90 milioni di dollari australiani.
Bloomberg Intelligence ha stimato nel maggio 2020 che il capitale in eccedenza di ANZ era di 3,4 miliardi di dollari australiani (2,4 miliardi di dollari USA); il CEO di ANZ, Shayne Elliott, ha dichiarato a Bloomberg che la banca era "seduta" sull'eccesso mentre studiava le tendenze del mercato.
Nel febbraio 2020, la Corte Federale dell'Australia ha inflitto ad ANZ una multa di 10 milioni di AUD per aver addebitato ai clienti commissioni tra il 2003 e il 2015 a cui non aveva diritto, pari a profitti di circa 3,1 milioni di AUD. L’autorità di regolamentazione ha affermato che sono stati colpiti circa 69.000 clienti. Per l'anno terminato nel settembre 2020, ANZ ha registrato un profitto annuo di 3,58 miliardi di dollari australiani (2,53 miliardi di dollari USA), un calo del 40% rispetto ai 6 miliardi di dollari australiani del 2019, con la banca che ha attribuito il calo alla pandemia di COVID-19 e di conseguenza "oneri per svalutazione del credito per l'intero anno" pari a 2,74 miliardi di dollari australiani.
Dopo che le tensioni tra Cina e Australia hanno portato la Cina a imporre restrizioni commerciali sulle importazioni dall'Australia nell'ottobre 2020, il CEO di ANZ ha dichiarato alla CNBC che la società stava "cercando opportunità" anche in altri paesi asiatici oltre alla Cina. Nel marzo 2021 è stato riferito che ANZ stava pianificando di dimezzare la sua forza lavoro in Cina e spostare le posizioni altrove. Nel novembre 2021, Reuters ha comunicato che ANZ era stata citata in giudizio da uno studio legale in un'azione legale collettiva per clausole contrattuali abusive, dopo che ANZ avrebbe addebitato interessi sugli acquisti dei clienti che erano stati rimborsati in tempo. La causa si concentrava sulle accuse applicate prima del gennaio 2019, quando era stata implementata una legge australiana che vietava l’addebito di interessi retroattivi. Nel dicembre 2021, ANZ si è dichiarata colpevole in un caso presentato dalla Australian Securities & Investments Commission per aver violato i suoi obblighi in qualità di fornitore di servizi finanziari e licenziatario di credito e per non aver erogato completamente i benefici a 500.000 clienti. È stata proposta una sanzione di 25 milioni di dollari australiani.
ANZ ha dichiarato che avrebbe unito la sua divisione digitale e la sua attività di vendita al dettaglio australiana nel febbraio 2022. Nel marzo 2022, ANZ ha lanciato una banca digitale chiamata ANZ Plus. Nell'aprile 2022, ANZ è stata coinvolta in una joint venture con Scentre Group, Westpac, IBM e la Commonwealth Bank denominata Lygon, una startup blockchain. Nel luglio 2022, ANZ ha concordato termini con Suncorp per l'acquisto di Suncorp Bank per 5 miliardi di dollari. Tuttavia, la Australian Competition & Consumer Commission (ACCC) ha bloccato l’accordo nell’agosto 2023.

## Loghi
ANZ ha avuto numerosi loghi diversi nel corso della sua storia. Il suo logo attuale è stato progettato da M&C Saatchi ed è stato introdotto nel 2009 in concomitanza con l'ambizione di ANZ di diventare una delle principali banche regionali nell'Asia del Pacifico. Il logo del 2009 introduce un loto stilizzato a tre petali che rappresenta la trinità di Australia, Nuova Zelanda e Asia Pacifico, i tre mercati principali di ANZ. La forma umana centrale rappresenta i suoi clienti e la sua gente.

2001–2009
2009–presente